# 赵守钰
赵守钰（1881年5月15日—1960年10月26日），字友琴，号式如，山西太谷县杨家庄人，曾任郑州市市长、黄河水利委员会委员长、监察委员。国民革命军陆军中将。

## 生平
早年参加同盟会。
辛亥革命后，1911年12月第八世哲布尊丹巴呼圖克圖活佛在沙俄策动下在库伦称帝，宣布（外）蒙古“独立”。1913年6月中国爆发了二次革命。哲布尊丹巴政權趁机发兵三路南下进攻内蒙古。北洋政府从东北至新疆部署各路军事应对，其中绥远将军張紹曾和晋军第一师师长孔庚麾下的旅长刘廷森为西路司令，6月初所部赵守钰团、谭涌发团、宁双安团采取分进合击之策围攻大佘太：赵守钰团从中路、谭涌发团从北面、宁双安团从南面，向大佘太等地发起进攻。6月9日刘廷森率赵守钰、宁双安两团与叛军千余人于老爷庙遭遇，将该敌击退。次晨，叛军分三路来犯，刘廷森率部迎击，再败叛军，收复台梁（大佘太东南23公里）。此时谭涌发部由北路袭占了二分子（今固阳西北30公里），威胁叛军后路。6月13日，刘廷森令各团继续发动猛攻。叛军不支，纷纷逃窜。刘廷森率部乘胜收复大佘太和台梁南面的乌拉山。此时，宁夏镇守使马福祥率百人路过河套赴京，与王德呢吗叛军遭遇。马福祥所带兵力虽少，但能随机应变，以接洽“助战”为名，于7月2日智擒了匪首王德呢吗及其参谋官彭索胡鄂木加和统领韩福海等10人。该股叛军因无人统率，遂全部溃散。
1936年任“国民政府特派护送班禅回藏大员专使行署”(简称“专使行署”)专使，专使行署驻青海西宁，其中的地下党员有专使秘书吴波（中华人民共和国第四任财政部长，1928年考取郑州市政府公益科任见习科员、转正为三等科员，后升一等科员，追随赵在上海的国货商场办事处做文书主任、行政院“救济水灾委员会”湖南省放赈专员办事处任秘书兼赈灾事务科长，陕西省汽车管理局局长），办事员张文彬（红三军团保卫局长、红十五军团保卫局、毛泽东秘书，1944年牺牲）、刘秉琳（后任山东省副省长）。
1949年去台湾。1960年逝世后葬于阳明山公墓。

## 家人
- 女婿刘仲容
- 儿子赵祥德、赵祥礼从延安抗大毕业，赴抗日前线。赵祥礼被分配到晋察冀政治部抗敌剧社工作。1940年在反“扫荡”战斗中牺牲。